# Fotakádo
Fotakádo, en grec moderne : Φωτακάδο, est un village du dème de Plataniás, en Crète, en Grèce. Selon le recensement de 2011, la population de Fotakádo compte 83 habitants. Le village est situé à une altitude de 330 m.